# البرختیتشکی
البرختیتشکی (به چکی: Albrechtičky) یک منطقهٔ مسکونی در جمهوری چک است که در ناحیه نووی ییتشین واقع شده‌است.